# Interlaken Open
Het Interlaken Open was een internationaal golftoernooi op de agenda van de Europese Challenge Tour. Het toernooi bestond uit drie rondes van 18 holes en werd gespeeld op de Interlaken Golf Club.
De Challenge Tour (CT) heeft in de loop der jaren zes toernooien in Zwitserland gehad, de Olivier Barras Memorial in juni, het Neuchâtel Open (CT 1990-1997), de Rolex Trofee (CT sinds 1991) en het Interlaken Open in juli, de Credit Suisse Challenge. Daarnaast werd in 1991 en 1992 de Pro Am Moet & Chandon du Leman op vier banen gespeeld. Winnaar waren Christophe Lacroix en Tim Planchin.
Nadat de Alps Tour was opgericht, ging de Barras Memorial daarheen. De Rolex Trofee en de Credit Suisse staan nog in het schema van de Challenge Tour.

## Winnaars
- 1993:  Jamie Taylor
- 1994:  Neil Briggs
- 1995:  Thomas Bjørn
- 1996:  Van Phillips
- 1997:  Mark Foster
- 1998:  John Senden

In 1997 werd het Interlaken Open na de eerste ronde afgelast wegens regen. Mark Foster had een ronde van 65 gemaakt en won.